# Bayramlı (Şəmkir)
Bayramli è un comune dell'Azerbaigian situato nel distretto di Şəmkir.